# النازية في البرازيل
بدأت النازية في البرازيل حتى قبل الحرب العالمية الثانية، عندما أصدر حزب العمال الألماني الاشتراكي الوطني دعاية سياسية في البلاد لجذب المتشددين من أفراد الجالية الألمانية. بدأ الألمان بالهجرة إلى البرازيل حوالي عام 1824، حتى عندما لم تكن البلاد التي تحمل اسم ألمانيا موجودة بعد. لهذا السبب لم تحدد الأجيال الأولى من المهاجرين الألمان أنفسهم بأنهم «ألمان». في عشرينيات وثلاثينيات القرن العشرين، بعد حوالي مائة عام من وصول الموجة الأولى من المهاجرين، بدأت موجة كبيرة أخرى من المهاجرين الألمان في الوصول إلى البرازيل مرة أخرى. كان عشرات الآلاف من الألمان يهاجرون إلى البرازيل بسبب المشاكل الاجتماعية والاقتصادية التي واجهتها جمهورية فايمار الألمانية ما بعد الحرب العالمية الأولى. كانت هذه الموجة الجديدة من الهجرة الألمانية هي التي نشأت معظم النازيين في البرازيل، لأن هؤلاء المهاجرين الجدد كانت لهم علاقات أقوى مع ألمانيا من المهاجرين الذين وصلوا إلى البرازيل في القرن التاسع عشر.
لا يمكن القول أن غالبية الجالية الألمانية في البرازيل التزمت بالإيديولوجية النازية، ولكن تم اختراق عناصر مهمة من هذا المجتمع من قبل النازيين. كان النازيون في البرازيل يتركزون أساسًا بين قطاع الأعمال والمستوى الحضري للمجتمع الألماني، وليس في المستعمرات الألمانية. ليس كل المنتسبين إلى الحزب النازي في البرازيل يشاركون في الإيديولوجية؛ وقد فعل الكثيرون ذلك في السعي لتحقيق فوائد اقتصادية يمكن أن توفرها هذه العضوية.
في عام 1939، عاش 87,024 مهاجرًا ألمانيًا في البرازيل، منهم 33,397 في ساو باولو، و15،279 في ريو غراندي دو سول، و 12,343 في بارانا، و11،293 في سانتا كاتارينا. من إجمالي عدد الألمان، كان هناك فقط 2222 منتمين إلى الحزب النازي، أي أقل من 5% من الجالية الألمانية. انتشر النازيون في 17 ولاية برازيلية، من الشمال إلى الجنوب. كان أكبر عدد من النازيين في ساو باولو (785)، يليهم سانتا كاتارينا (528) وريو دي جانيرو (447). في ذلك الوقت، كان هناك أيضًا 900,000 برازيلي - أحفاد الألمان، لكنهم لم يتمكنوا من الانضمام إلى الحزب؛ التي كانت محفوظة لأولئك الذين ولدوا ألمان.
لم يكن من مصلحة النازيين المشاركة في الانتخابات في البرازيل، ولم يتم تسجيل الحزب في المحكمة الانتخابية البرازيلية. ووفقًا للسفير الألماني آنذاك لدى البرازيل كارل ريتر، كانت هناك إرشادات واضحة بعدم تدخل الحزب في الشؤون الداخلية للبرازيل. كان الحزب يعمل في البرازيل من عام 1928 إلى عام 1938، دون تدخل الحكومة البرازيلية، ثم قاده جيتوليو فارجاس. في العام الماضي، 1938، بعد تأسيس دكتاتورية Estado Novo، أعلن الحزب النازي وجميع الجمعيات السياسية الأجنبية الأخرى أنه غير قانوني.

## الدعاية النازية في البرازيل

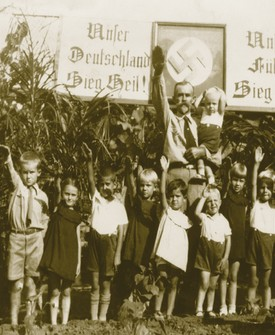
أطفال يحيون التحية النازية في الرئيس برناردس، ساو باولو (حوالي 1935)

في عام 1928، تم تأسيس الفرع البرازيلي للحزب النازي في تيمبو، سانتا كاتارينا. كان هناك حوالي 100 ألف ألماني مولود وحوالي مليون من نسلهم يعيشون في البرازيل في ذلك الوقت. عاش معظمهم في مجتمعات معزولة في جنوب البرازيل حافظت على اللغة والثقافة الألمانية. مع صعود أدولف هتلر إلى مكتب المستشار في ألمانيا، بدأ إرسال البرازيليين الألمان لعمل دعاية لنازية الألمانية لجذب أتباعهم في الخارج.
على الرغم من أنه لم يتم تنظيم أي حزب من النازيين، قانونًا أو سريًا في البلاد، إلا أن العديد من أعضاء مجتمع Teuto-Brazil كانوا أعضاء في الفرع البرازيلي من الحزب النازي في ألمانيا. وصل هذا الفرع إلى 2822 عضوًا وكان أكبر فرع في الحزب النازي الألماني خارج ألمانيا. بما أنها كانت منظمة أجنبية، لكن سمح فقط للألمان المولودين أن ينتسبوا.
تشير التقديرات إلى أن حوالي 5% من المهاجرين المولودين في ألمانيا والذين كانوا يقيمون في البرازيل كانوا، في وقت واحد، مرتبطين بالحزب النازي الألماني. أقام هؤلاء النازيون في 17 ولاية برازيلية، معظمهم في ساو باولو، ولا سيما في سانتو أندريه. ومع ذلك، فإن الأغلبية الساحقة من البرازيليين الألمان لم يتم إغراءهم بالدعاية ولم ينضموا أبدًا إلى النازية.

## الجالية الألمانية في البرازيل
قبل عام 1930، كان هناك تدفقان للهجرة الألمانية إلى البرازيل. حدث التدفق الأول في القرن التاسع عشر، والذي أدى إلى العديد من المستعمرات المنتشرة في جميع أنحاء البرازيل، ولكن تتركز في الجنوب. في وقت ظهور النازية في ألمانيا، كان هذا المجتمع مكونًا بالفعل من الجيلين الثاني والثالث في البرازيل. حافظ هذا المجتمع على العادات الثقافية الألمانية المتنوعة، لكن المسافة الجغرافية مع مرور الوقت أحدثت تغييرات ثقافية ملموسة. بدوره، حدث التدفق الثاني في العقود الأولى من القرن العشرين. خلال جمهورية فايمار وبسبب عواقب الحرب العالمية الأولى، شهدت ألمانيا العديد من الأزمات الاقتصادية. في الوقت نفسه، كانت البرازيل تشهد تنمية صناعية، خاصة في ساو باولو وريو دي جانيرو. بسبب الطلب على العمالة الماهرة والتقنية، هاجر العديد من الألمان إلى البرازيل خلال هذه الفترة. من الواضح أن هؤلاء المهاجرين الجدد كانت لهم روابط أقوى وأحدث مع ألمانيا مقارنة بالبرازيليين الألمان الذين وصلوا في القرن التاسع عشر وأحفادهم.
يختلف المهاجرون الوافدون حديثًا من ألمانيا عن المهاجرين الألمان ـ البرازيليين الحاليين. الأولى كانت تسمى Reichsdeutsche (الألمان زمن الإمبراطورية)، والثانية كانت فولكسدوتش (الشعب الألماني). فقط الألمان المولدين يمكنهم الانضمام إلى الحزب النازي. لهذا السبب عاش أكبر عدد من النازيين في البرازيل في ساو باولو، حيث كانت الولاية الوجهة المفضلة للموجة الثانية من الهجرة الألمانية.

### الالتزام بالنازية
| تابع للحزب النازي في البرازيل، بين الألمان المولودين (1930/1940) | تابع للحزب النازي في البرازيل، بين الألمان المولودين (1930/1940) |                   |
| ---------------------------------------------------------------- | ---------------------------------------------------------------- | ----------------- |
| حالة                                                             | التابعة                                                          | من مواليد المانيا |
| ساو باولو                                                        | 785                                                              | 33,397            |
| سانتا كاتارينا                                                   | 528                                                              | 11,291            |
| ريو دي جانيرو                                                    | 447                                                              | 11,519            |
| ريو غراندي دو سول                                                | 439                                                              | 15,279            |
| بارانا                                                           | 185                                                              | 12,343            |
| ميناس جريس                                                       | 66                                                               | 2.000             |
| بيرنامبوكو                                                       | 43                                                               | 672               |
| إسبيريتو سانتو                                                   | 41                                                               | 623               |
| باهيا                                                            | 39                                                               | 542               |
| أخرى / بدون معلومات                                              | 249                                                              | 1.405             |
| مجموع                                                            | 2.822                                                            | 89,071            |

## النازيون في البرازيل بعد الحرب
بعد هزيمة ألمانيا في الحرب العالمية الثانية، فر الكثير من النازيين الذين سعى الحلفاء للقبض عليهم كمجرمي حرب مشتبه بهم إلى البرازيل واختبأوا في المجتمعات الألمانية البرازيلية. وكانت الحالة الأكثر شهرة جوزيف مينجيل، الطبيب الذي أصبح يعرف باسم «ملاك الموت» في معسكر اعتقال أوشفيتز. أجرى مينجل تجارب طبية على البشر الأحياء، دائمًا دون تخدير، بغرض البحث في كمال العرق الآري. جزء كبير من ضحايا «تجاربهم العلمية» كانوا أقزام وتوأم. عاش مينجيل مختبئًا في المناطق الداخلية لولاية ساو باولو من عام 1970 إلى عام 1979، عندما غرق في بيرتيوجا، على ساحل ولاية ساو باولو، دون أن يتم التعرف عليه من قبل (قبل موته).

## النازية الجديدة في البرازيل

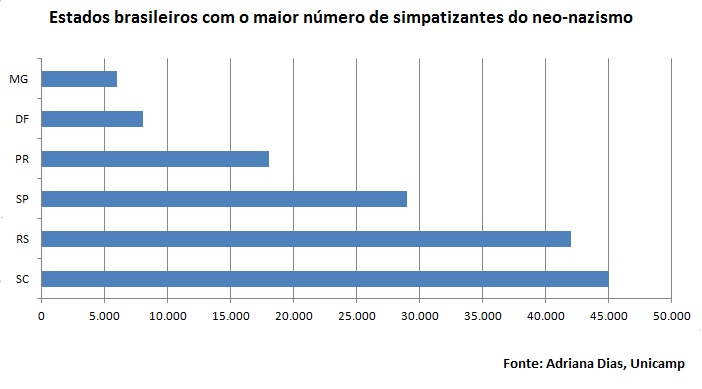
الدول حسب عدد المتعاطفين مع النازيين الجدد. مستخدمو الإنترنت الذين قاموا بتنزيل أكثر من 100 ملف على مواقع النازيين الجدد يعتبرون متعاطفين.

حاليا في البرازيل   هناك بعض الجماعات النازية الجديدة. ومع ذلك، غالباً ما يكون هناك ارتباط بين هذه المجموعات وأحفاد الألمان الجنوبيين. المؤرخ Rafael Athaides يؤكد أنه لا يوجد مبرر لإجراء مثل هذه العلاقة. يجد Athaides أنه من غير المحتمل أن يكون هناك أي صلة، حيث أن دراسة استقصائية لمحات عن الأفراد الذين قُبض عليهم بسبب النازية الجديدة تُظهر أن أحداً منهم هم من نسل النازية التاريخية.